# Albert (bande dessinée)
 (juillet 2025).
Motif : Absence de sources
- Archive Wikiwix
- Bing
- Cairn
- DuckDuckGo
- E. Universalis
- Gallica
- Google
- G. Books
- G. News
- G. Scholar
- Persée
- Qwant
- (zh) Baidu
- (ru) Yandex
- (wd) trouver des œuvres sur Wikidata

| 1. | Préciser le motif de la pose du bandeau. | Précisez le motif de la pose du bandeau en utilisant la syntaxe suivante : {{admissibilité à vérifier\|date=juillet 2025\|motif=remplacez ce texte par le motif}}                            |
| 2. | Informer les utilisateurs concernés.     | Pensez à avertir le créateur de l'article, par exemple, en insérant le code ci-dessous sur sa page de discussion : {{subst:avertissement admissibilité à vérifier\|Albert (bande dessinée)}} |

Pour les articles homonymes, voir Albert.
Albert est une série de bande dessinée créée en 1967 par Hubuc et Mike dans le no 1530 du journal Spirou.

## Publication

### Revues
- La Promenade du bel Albert, no 1530 de Spirou (1967)
- Une voiture pour Albert, no 1532 de Spirou (1967)
- Le Bel Albert relax, no 1538 de Spirou (1967)
- Le Bel Albert Vulcain, no 1547 de Spirou (1967)
- Le Bel Albert affranchi, no 1553 de Spirou (1968)
- Le Bel Albert 1re chaîne, no 1556 de Spirou (1968)
- Albert et l'abominable femme des neiges, no 1580 de Spirou (1968)
- Le Bel Albert Yogi, no 1586 de Spirou (1968)
- Albert et les grosses légumes, no 1590 de Spirou (1968)